# 城津製鋼所
城津製鋼所（ソンジンせいこうしょ）は、朝鮮民主主義人民共和国（北朝鮮）の咸鏡北道金策市にある製鉄所である。

## 概要
日本統治時代の1937年8月に設立された「日本高周波重工業城津製鉄所」が前身である。
城津製鋼所は鉄鋼生産の効率を高めて原料供給、輸送を円滑に行うために関連企業を統合した「城津製鋼連合企業所」を構成している。